# Christiane Berger

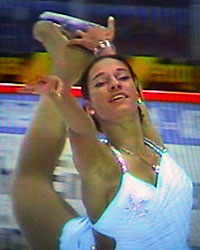
Christiane Berger bei ihrer Kür der Deutschen Meisterschaften im Eiskunstlauf 2006 in Berlin

Christiane Berger (* 3. April 1987 in Ludwigshafen am Rhein) ist eine deutsche Eiskunstläuferin.

## Biografie
Mit dem Eiskunstlaufen begann Christiane Berger als Sechsjährige beim Mannheimer ERC. Bis 2004 trainierte sie bei Landestrainer Peter Sczypa, danach wechselte sie zu Karin Stephan. Ihre größten Erfolge waren der nationale Juniorentitel 2000 sowie die  Vizemeisterschaft in den Jahren 2006 und 2007 bei den nationalen Titelkämpfen. Sie nahm dreimal an Juniorenweltmeisterschaften teil. Ihr bestes Ergebnis war dabei der 14. Platz 2001 in Sofia. 2007 durfte sie als Vizemeisterin gemeinsam mit Kristin Wieczorek an den Europameisterschaften in Warschau teilnehmen und belegte den 20. Platz hinter ihrer Teamkollegin (Kürmusik Forrest Gump). Seit Herbst 2006 studierte Berger Zahnmedizin in Frankfurt am Main. In der Vorbereitung auf die Saison 2007/08 zog sie sich einen Knöchelbruch zu und beendete ihre Karriere.

## Erfolge/Ergebnisse
| Wettbewerb/Wintersaison     | 1999/00 | 2000/01 | 2001/02 | 2002/03 | 2003/04 | 2004/05 | 2005/06 | 2006/07 |
| --------------------------- | ------- | ------- | ------- | ------- | ------- | ------- | ------- | ------- |
| Europameisterschaften       | –       | –       | –       | –       | –       | –       | –       | 20      |
| Juniorenweltmeisterschaften | –       | 14      | 34      | –       | –       | –       | 27      | –       |
| Deutsche Meisterschaften    | 1 J     | 7       | 7       | –       | 6       | 3       | 2       | 2       |
| Pokal der Blauen Schwerter  | –       | –       | –       | 8       | –       | 21      | –       | –       |
| Nebelhorn Trophy            | –       | –       | –       | 5       | –       | –       | –       | –       |